# Trilogia di Batman e Dracula
La trilogia di Batman e Dracula è composta da tre graphic novel americani: Batman & Dracula: Red Rain (1991), Bloodstorm (1994) e Crimson Mist (1998), scritti da Doug Moench e disegnati da Kelley Jones. I volumi vennero pubblicati dalla DC Comics come parte della sua linea di fumetti Elseworlds. Moench concepì il soggetto per la prima storia e convinse Jones, di cui era un ammiratore, a unirsi al progetto.
Ambientata fuori dall'universo DC e disinvoltamente ispirata all'opera di Bram Stoker, la trilogia inizia con una controparte dell'universo parallelo di Batman che scopre il Conte Dracula e i suoi servi che si nutrono del sangue dei senzatetto di Gotham City. A questo punto Batman sceglie di diventare un vampiro a sua volta per ottenere la forza necessaria per sconfiggere Dracula. Ci riesce, ma la sua trasformazione in una creatura della notte ha conseguenze tragiche. Nonostante abbia cercato di mettere i suoi nuovi, accresciuti poteri al servizio della sua attività di vigilante e di cacciatore di vampiri, Batman si ritrova infatti incapace di controllare la sua sete di sangue e finisce per uccidere il Joker prima di costringere Alfred Pennyworth e il Commissario Gordon a piantargli un paletto nel cuore per ucciderlo e scongiurare un suo ritorno in vita. Il palo viene successivamente rimosso da Alfred in seguito a un'ondata di criminalità, durante la quale Batman, redivivo, massacra quasi tutti i suoi vecchi nemici e altri criminali, dopodiché Due Facce e Killer Croc, sopravvissuti al suo sterminio, tramano per sbarazzarsi di lui una volta per tutte.
I volumi di Batman e Dracula furono tra i primi e più popolari titoli della linea Elseworlds, comparendo nella lista dei bestseller di Diamond Comic Distributors. I critici ne elogiarono l'intreccio e la resa grafica. Dalla fine della trilogia in poi, sono uscite per DC Comics molte altre storie ambientate nel mondo di Batman e Dracula. A sua volta Batman in versione vampiro è apparso in alcune versioni extrafumettistiche.

## Storia editoriale
La trilogia di Batman e Dracula fu scritta da Doug Moench e disegnata da Kelley Jones. Moench aveva già lavorato a Batman e Detective Comics dal 1983 al 1986, mentre Jones era già noto per aver ridisegnato Deadman per la serie Deadman: Love After Death (1989-1990) e per aver illustrato sette numeri di Sandman di Neil Gaiman (1989-1996). Le storie furono pubblicate dalla DC Comics per la collana Elseworlds, concepita appositamente per le storie ambientate al di fuori del canone dell'Universo DC. Il primo numero della serie, Batman & Dracula: Red Rain, fu anche una delle prime pubblicazione della Elseworlds; il primo in assoluto, Batman: Holy Terror, era stato distribuito solo pochi mesi prima. Le storie di Batman e Dracula rendono omaggio con espliciti riferimenti ai vecchi film horror della Universal Pictures e della Hammer Film Productions.
Secondo Jones, Red Rain fu realizzato subito dopo Love After Death. Il curatore editoriale Archie Goodwin era rimasto impressionato dal lavoro di Jones sulla serie e voleva che disegnasse una copertina per la serie Detective Comics, per vedere la sua interpretazione di Batman. L'immagine prodotta da Jones, raffigurante Batman che si lanciava nel vuoto con uno "strano mantello" e circondato da pipistrelli, affascinò sia Goodwin che Dennis O'Neil, il responsabile di tutti i fumetti dell'uomo pipistrello. O'Neil volle affidare a Jones una serie su Batman e ne parlò con Moench, a sua volta un estimatore di Jones. Moench contattò Jones per parlargli di un soggetto, per una storia da destinare alla collana Elseworlds, in cui Batman combatte contro il Conte Dracula. Jones inizialmente pensava che fosse "la cosa più stupida che avessi mai sentito", ma cambiò idea dopo che Moench gli mandò una bozza, che Jones in seguitò definì "meravigliosa". Il titolo originale doveva essere Glory in Scarlet prima di venir cambiato in Red Rain. Moench e Jones impiegarono cinque mesi per realizzare Red Rain. Ricorsero a un approccio in qualche modo simile al metodo Marvel: Moench forniva a Jones una descrizione della trama di ogni singola pagina, con poche righe di dialogo sparse. Malcolm Jones III inchiostrò le matite.
Red Rain fu rilasciato nel dicembre 1991. In prima edizione era inizialmente disponibile come graphic novel con copertina rigida al prezzo di lancio di 4,95 $. Non era concepito dagli autori come l'inizio di una trilogia, ma come un one-shot simile a Batman Judge Dredd e Arkham Asylum: Una folle dimora in un folle mondo. Tuttavia, l'accoglienza del pubblico superò ampiamente le aspettative editoriali, e come ovvia conseguenza la DC si affrettò a commissionare ai due la realizzazione di un sequel. Jones disse che il sequel gli venne proposto in accoppiata con un'altra storia per Elseworlds: Batman/Dark Joker: The Wild. Il sequel, Batman: Bloodstorm, fu pubblicato nel gennaio 1994; Jones osservò che il divario qualitativo rispetto al primo numero fu da imputarsi alle sue responsabilità sul contemporaneo progetto Dark Joker. Quando iniziò a disegnare la storia, venne anche assunto per diventare il copertinista di Batman e Detective Comics. In aggiunta a ciò, fu John Beatty a incariscarsi di inchiostrare Bloodstorm perché Malcom Jones III in quel periodo aveva problemi personali.
Moench e Jones pensavano che Bloodstorm sarebbe stata l'ultima storia di Batman e Dracula perché da quel momento in poi entrambi si sarebbero concentrati sui consueti titoli mensili di Batman, ma di nuovo le vendite andarono al di sopra delle aspettative e la saga tornò in cantiere. Les Dorscheid, che aveva colorato le tavole di Jones nei primi due volumi, fu sostituito da Gregory Wright. A differenza di Dorscheid, Wright ricorse alla colorazione digitale. Batman: Crimson Mist fu stampato nel dicembre del 1998. Moench sapeva che Crimson Mist era la conclusione, poiché sentiva che delle tre sarebbe stata la storia più difficile da portare a compimento, e voleva che terminasse con una nota inquietante, senza spazio per un finale aperto. Il 19 dicembre 2007 fu edita una raccolta che comprendeva tutti e tre i fumetti, intitolata Tales of the Multiverse: Batman - Vampire. Una seconda raccolta della trilogia, Elseworlds: Batman Volume 2, fu rilasciata il 5 ottobre 2016.

## Titoli

### Batman & Dracula: Red Rain(1991)
- Storia: Doug Moench
- Matite: Kelley Jones
- Inchiostri: Malcolm Jones III

Batman indaga su una serie di omicidi di senzatetto di Gotham City ritrovati sgozzati. Le tracce lo conducono a una famiglia di vampiri capitanata dal Conte Dracula, i quali sono i colpevoli degli omicidi. Un vampiro, Tanya, sceglie di tradire la famiglia e aiutare Batman: gli propone di tramutarlo in vampiro per acquisire la forza necessaria a sgominare l'organizzazione. Batman accetta, e acquisiti i nuovi poteri riesce a sconfiggere gli alleati di Dracula pur conservando la sua natura umana. Tanya informa Batman che i vampiri creati da Dracula non possono nulla contro le sue capacità e poteri mentali.
Determinato a smantellare l'organizzazione, Batman ne attira i membri nella Batcaverna. Tanya e i suoi aiutanti li distraggono mentre Batman fa saltare alcune cariche esplosive, distruggendo Villa Wayne e sterminando i vampiri. Batman affronta quindi Dracula, lo sconfigge e gli conficca un palo di legno nel cuore. Questo atto costa a Batman la sua umanità, poiché Dracula ne estingue il sangue prima di morire. Batman comunica ad Alfred Pennyworth che ora è immortale.
Secondo il distributore di fumetti nordamericano Diamond Comic Distributors (DCD), Red Rain fu il quarto graphic novel più ordinato del 1991 e il diciassettesimo più venduto dell'anno.

### Batman: Bloodstorm(1994)
- Storia: Doug Moench
- Matite: Kelley Jones
- Inchiostri: John Beatty

Il Joker è diventato il nuovo leader dei restanti vampiri dell'orda di Dracula: convince infatti i vampiri a seguire i suoi ordini dopo aver sottolineato la loro incapacità, dalla morte di Dracula, di concepire un piano che vada oltre la loro prossima vittima. Sebbene riescano a imporsi sulla maggior parte delle più potenti famiglie criminali di Gotham, una squadra composta da Batman, Catwoman, il Commissario Gordon, Alfred e i loro cacciatori di vampiri composti dagli agenti del Dipartimento di Polizia di Gotham City alla fine distruggono i vampiri. Gordon, Alfred e la loro squadra si occupano degli ex signori del crimine durante il giorno mentre Batman e Catwoman affrontano gli ultimi vampiri in un magazzino abbandonato.
Catwoman resta uccisa in azione, fermando, col suo corpo, un dardo di balestra destinato a Batman, dopo essersi vendicata del mostro che l'aveva vampirizzata. Infuriato per la perdita dell'unica persona che era stata in grado di aiutarlo a controllare la sua sete di sangue, Batman successivamente prosciuga il Joker del suo sangue e quindi soccombe al suo impulso omicida. Inorridito da ciò che ha fatto, Batman pianta un paletto nel cuore del Joker per assicurarsi che non possa resuscitare sotto forma di vampiro. Quindi convince Gordon e Alfred a fare lo stesso con lui, in modo che la sua ormai corrotta natura sovrumana non lo spinga a nuovi orrori.
DCD calcolò che Bloodstorm fosse il quarto graphic novel più ordinato e il quarto bestseller del 1994. Nel maggio 1995 era ancora tra le prime quindici graphic novel più preordinate.

### Batman: Crimson Mist(1998)
- Storia: Doug Moench
- Matite: Kelley Jones
- Inchiostri: John Beatty

La scomparsa di Batman ha lasciato Gotham in preda a un'ondata di delitti: la notizia della morte del Cavaliere Oscuro ha ridato coraggio alla criminalità. Alfred rimuove il paletto da Batman nel tentativo di restituire a Gotham il suo salvatore ancora una volta. Spinto alla follia dal deterioramento del suo corpo e dal suo desiderio di sangue, Batman inizia a bere il sangue dei criminali della città prima di decapitarli, inclusi i suoi nemici di sempre, scatenando il caos mentre il conteggio dei morti aumenta. Due Facce e Killer Croc sfuggono a questo destino e formano un'alleanza con Gordon e Alfred per uccidere Batman, poiché anche questi ultimi riconoscono che l'uomo che Batman era una volta non avrebbe mai scelto di massacrare i suoi avversari così brutalmente e indiscrimanatamente. Dopo aver rintracciato Batman nella sua nuova tana nella Batcaverna, Alfred lo attira verso l'ingresso, dove sono sistemati degli esplosivi che faranno crollare la caverna per esporre Batman-vampiro alla luce del sole.
Ma prima che il piano vada a buon fine scaturisce una lotta durante la quale Due Facce e Killer Croc ne approfittano per tentare di uccidere anche Alfred e Gordon dopo che Batman è stato ferito quasi mortalmente. Tuttavia Alfred sacrifica la sua vita per dare a Batman la forza necessaria per salvare almeno Gordon. Dopo averli uccisi impalando Croc su una stalagmite e piantando frecce in entrambi i lati della testa di Due Facce, Batman convince Gordon a far scattare la trappola e il tetto della Batcaverna viene distrutto. Gordon resta schiacciato dalle macerie che cadono.
Ritenendo che la sua missione sia finita dopo aver liberato Gotham sia dai vampiri che dai criminali, Batman entra nella luce del sole e si disintegra in polvere, sperando nei suoi ultimi momenti di poter finalmente trovare nella morte la pace che non è stato in grado di avere dai tempi della sua trasformazione in vampiro.
Crimson Mist fu il terzo graphic novel più ordinato e il terzo bestseller del novembre 1998, con vendite stimate in 7 694 copie. Si classificò altresì come il quinto graphic novel più preordinato del settembre 2001, con vendite stimate di 6 009 copie.

## Accoglienza
I fumetti di Batman e Dracula restano tra i titoli di Elseworlds più popolari. Su Nerdist, Rosie Knight recensì la serie come un classico del fumetto. Eric Van Lustbader scrisse che, nonostante Red Rain presentasse Batman sotto una luce inedita, riusciva comunque a mantenere intatta l'atmosfera del suo mondo e in qualche modo mostrava un lato più umano di Batman. Lustbader trovò la storia avvincente e innovativa, ritendola un nuovo punto di riferimento per i "riferimenti incrociati di personaggi provenienti da ambienti diversi".
Recensendo Red Rain per IGN Hilary Goldstein scrisse che nessun'altra storia Elseworlds con Batman ne era all'altezza. Ne elogiò i colpi di scena inaspettati e lo stile artistico di Jones (che aveva reso la storia "un orribile incubo vivente") raccomandandone l'acquisto ai lettori. L'unica critica di Goldstein riguardava la copertina: pensava che l'illustrazione di Batman che strisciava da una tomba fosse superba, ma si rammaricò che occupasse meno di un quarto della copertina. Aggiunse anche che Bloodstorm e Crimson Mist erano inferiori a Red Rain, definendoli divertenti ma troppo affollati di avversari di Batman.
Goldstein e il collega di IGN Joshua Yehl rilanciarono, arrivando a classificare Red Rain come il sesto più grande graphic-novel di Batman, sottolineando in particolare la potente arte figurativa di Jones. Con toni simili, su Screen Rant Danijel Striga denominò la trilogia l'ottava miglior storia DC fra quelle ambientate in una realtà parallela. Ritenne l'idea di trasformare Batman in un vampiro semplice ma efficace, e descrisse questa suggestione come "prendere il mondo già oscuro di Batman e renderlo nero come la pece".

## Avvenimenti successivi
Dalla conclusione della trilogia il mondo di Batman e Dracula fu riciclato in altre produzioni cartacee della DC. Jones illustrò una storia di Peter Johnson ambientata nell'universo della trilogia per il primo numero di Infinite Halloween Special (dicembre 2007). Intitolato Red Rain: Blood Lust, racconta la storia del vampiro Batman che uccide brutalmente i genitori di Dick Grayson, ed è narrata dal Cappellaio Matto. In Countdown to Final Crisis (2007-2008), gli eventi della serie sono descritti come aventi luogo nella 43ª versione alternativa della Terra nell'Universo Dc. Per questa serie, Johnson e Jones concepirono un'altra storia che presenta una squadra di supereroi che viaggiano sulla Terra-43 alla ricerca di Ray Palmer. Lì incontrano i personaggi della trilogia.
Per Convergence (2015), Len Wein e Jones scrissero un soggetto in cui Swamp Thing arriva nel mondo della trilogia di Batman e Dracula e incontra il vampiro Batman. La storia esplora il conflitto emotivo che la nuova natura vampiresca ha scatenato in Batman, mostrandocelo come inorridito da ciò che è diventato. Lui e Swamp Thing si uniscono per combattere e distruggere quanti più vampiri possibile, per arrivare infine a uccidere la regina dei vampiri. Dopo la sua morte, ogni vampiro diventa di nuovo umano tranne Batman, che non può più riacquistare la sua vera natura poiché è stato morso da Dracula stesso. Batman e Swamp Thing guardano l'alba insieme, davanti alla quale Batman si commuove prima di disintegrarsi in polvere.
Il film d'animazione del 2005 Batman contro Dracula trae ispirazione dalla trilogia, in particolare dai primi due libri Red Rain e Bloodstorm. Knight e Elle Collins di ComicsAlliance vagheggiarono che un adattamento cinematografico tratto dalla trilogia fosse una buona idea, e Collins stilò una possibile lista di attori adatti ai vari ruoli.
Il vampiro Batman è altresì presente nel videogioco Infinite Crisis del 2013. Sempre nel 2013, Mattel commercializzò una action figure della versione di Batman presente nella trilogia. Inoltre, nel 2017 Mondo mise in commercio un modellino di Batman in versione vampiro chiamato "Batman Red Rain". La figura ritrae Batman che incombe su un cimitero e ha un braccio intercambiabile che tiene un paletto. Non è direttamente modellato sull'opera di Jones, ma piuttosto si basa su un poster di Francesco Francavilla a sua volta ispirato a Red Rain.